# Poterie de Quinchamalí et Santa Cruz de Cuca
La poterie de Quinchamalí et Santa Cruz de Cuca est un artisanat traditionnel chilien. Les objets obtenus, teints à la fumée, se caractérisent par leur couleur noire. Cependant, cet artisanat est menacé, notamment par le manque de matière première du fait de l'exploitation forestière. Il intègre la liste du patrimoine immatériel nécessitant une sauvegarde urgente en 2022. 

## Description
La poterie de Quinchamalí et Santa Cruz de Cuca est un artisanat de deux villages du centre du Chili (2 000 habitants), issu d'une culture métisse et d'une technique de six générations. L'argile utilisée est de deux types, grise ou brune et mélangée à de la terre jaune. Elle est teinte en noir à la fumée. Les pièces noires fabriquées (pots, tasses, vaisselle, fontaines) comptent des motifs blancs en bas relief, dessinés avec une aiguille ou un morceau d'étain, et teints avec du sable blanc local. Les figures fabriquées (par exemple, des animaux ou le personnage de la paysanne guitariste) puisent dans une imagerie du monde rural. Elles sont vendues par les potières chez elles, sur les étals locaux, au marché de Chillàn ou dans des foires, ou par des intermédiaires. 
La transmission des savoirs liés à cette poterie est féminine, et les lignées de femmes sont reconnaissables par le style des poteries. Ces femmes peuvent jouir d'une autonomie financière grâce à cet art, ce qui d'après le descriptif de l'UNESCO montre que leur rôle n'est pas subordonné au rôle de genre masculin. 

## Menace
Trois facteurs expliquent le déclin de la pratique : démographique (vieillissement des détenteurs du savoir), social, et environnemental. 
Ainsi la demande d'inscription, en 2020, sur la liste nécessitant une sauvegarde urgente à l'initiative des potières (plus nombreuses) et des potiers provient de la menace de l'argile, extrait en été : l'inscription permet une protection de cette matière première. Une potière explique ainsi que l'argile, qui vient déjà à manquer, est pollué par les plantations de pins et d'eucalyptus par les sociétés d'exploitation forestière. Ainsi, les sols sont dégradés et la biodiversité, réduite. 
Les potiers (cinq hommes et soixante-quatorze femmes) sont pour la plupart âgés de plus de soixante ans. Les jeunes s'installent dans les zones rurales, ce qui diminue les occasions de transmission. 
Socialement, il n'existe qu'une réglementation limitée, ce qui conduit des designers et artistes à faire des bénéfices sur cette art sans les partager avec les praticiennes, s'appropriant ainsi les droits en matière de propriété intellectuelle. 